# Marty Robbins

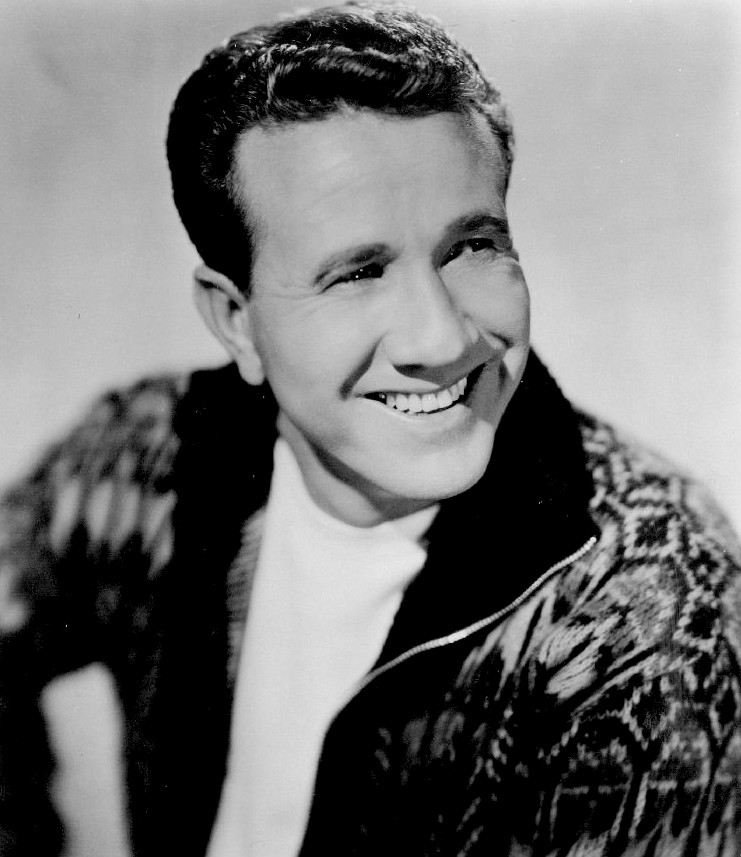
Marty Robbins (1966)

Marty Robbins (* 26. September 1925 in Glendale, Arizona als Martin David Robinson; † 8. Dezember 1982 in Nashville, Tennessee) war ein US-amerikanischer Country-Sänger und Songwriter. In seiner dreißig Jahre dauernden Karriere hatte er zahlreiche Hits sowohl in den Country- als auch in den Pop-Charts, darunter auch seinen bekanntesten Song El Paso.

## Leben

### Anfänge
Prägend für Marty Robbins’ Kindheit war sein Großvater Bob Heckle, der als reisender „Wunderdoktor“ über einen großen Vorrat von Geschichten aus dem Wilden Westen verfügte. Auch die populären Westernfilme der dreißiger Jahre mit dem großen Star Gene Autry hatten es dem Jungen angetan. Er brach die Schule ab, arbeitete zeitweise auf der Ranch seines Bruders und kam als Hobo einige Male mit dem Gesetz in Konflikt.
1943 trat er in die US-Navy ein. Hier lernte er Gitarre spielen und schrieb erste Songs. Den Durchbruch seiner Lieder verdankte er seinem Vater, der ihn oft unterstützte und begleitete. Nach seiner Entlassung schlug er sich in seiner Heimatstadt Glendale mit Auftritten in der Clubszene und in lokalen Radiosendern durch. Seine Musik kam beim Publikum an, und so erhielt er bei einem in Phoenix beheimateten Fernsehsender eine eigene Show, den Western Caravan.

### Karriere
1951 trat Little Jimmy Dickens in Robbins’ Fernsehshow auf und war von dem jungen Sänger beeindruckt. Er empfahl ihn an Columbia Records weiter, und nur wenige Monate später wurde ein Schallplattenvertrag abgeschlossen. Seine ersten beiden Singles waren nicht erfolgreich, aber I’ll Go on Alone erreichte im Januar 1953 Platz eins der Country-Charts. Robbins zog mit Frau und Kind nach Nashville und wurde Mitglied der Grand Ole Opry. Außerdem erhielt er eine Anstellung beim renommierten Acuff-Rose-Verlag.
Es war die Zeit des musikalischen Umbruchs. Der Rock ’n’ Roll beherrschte die Szene und drängte die Country-Musik in den Hintergrund. Marty Robbins gehörte zu den wenigen, die flexibel genug waren, sich den neuen Verhältnissen anzupassen. Er coverte zunächst mit mäßigem Erfolg einige Rock-’n’-Roll-Titel und orientierte sich dann um in Richtung Popmusik. 1956 gelang ihm mit Singing the Blues ein weiterer Top-Hit, der sich dreizehn Wochen an der Spitze der Country-Charts halten konnte. Mit seiner übernächsten, von Mitch Miller produzierten Single, A White Sport Coat (and a Pink Carnation), gelang ihm 1957 der große Durchbruch. Der von ihm selbst verfasste Song, bei dem die Ray Conniff Singers mitwirkten, schaffte es an die Spitze der Country-Charts und bis auf Platz zwei der Pop-Hitparade.
Robbins nahm noch einige weitere pop-orientierte Songs auf, bis ihm 1959 mit dem sentimentalen Westernsong El Paso sein größter Hit gelang. Das Stück hielt sich sechs Wochen an der Spitze der Country-Charts und brachte ihm 1961 einen Grammy ein. Es folgte ein gleichermaßen erfolgreiches Album, Gunfighter Ballads and Trail Songs, das von den Geschichten seines Großvaters inspiriert wurde. Robbins hatte damit seine Pop-Phase beendet und veröffentlichte in den folgenden Jahren überwiegend Western-Songs, oft mit Tex-Mex-Touch. Mit Hits wie Devil Woman, Don’t Worry oder Ruby Ann gelangen ihm weitere Nummer-eins-Hits. Gelegentlich unternahm er Ausflüge in die Hawaiimusik oder in den Jazz.
In diesen Jahren übernahm er erstmals kleinere Rollen in Western-Filmen. 1962 begann er, Autorennen zu fahren, was bald zu seiner großen Leidenschaft wurde. Die Verkaufszahlen seiner Platten nahmen leicht ab, obwohl er weiterhin regelmäßig in den Top 10 vertreten war und einige Nummer-eins-Hits vorweisen konnte. Nach wie vor trat er jede Woche in der Opry auf. Hinzu kamen zahlreiche Stock-Car-Rennen.
1969 erlitt er einen schweren Herzinfarkt, den er aber ohne Folgen überstand. 1971 gewann er mit My Woman, My Woman, My Wife seinen zweiten Grammy. Es war eine Eigenart von Robbins, Songs mehrfach auf verschiedenen Alben zu veröffentlichen. So ist beispielsweise San Angelo sowohl auf More Gunfighter Ballads and Trail Songs als auch auf The Return of the Gunfighter und auf Bound for Old Mexico enthalten.
1972 verließ er nach zwanzig Jahren das Columbia-Label und wechselte zu Decca Records. Die Erfolge blieben hier aber aus, so dass er nach drei Jahren zu seinem alten Label zurückkehrte. Fast sofort hatte er mit El Paso City und Among My Souvenirs seine nächsten Nummer-1-Hits. 1974 wurde er in die Nashville Songwriters Hall of Fame aufgenommen.

## Späteres Leben und Tod
Ebenfalls 1974 hatte er einen schweren Rennunfall, der ihm mehrere Knochenbrüche einbrachte. 1981 erlitt er einen zweiten Herzinfarkt. Im Laufe der Jahre ließ seine Popularität nach. Eine neue Generation von Musikern hatte sich in den Vordergrund gespielt.
Robbins konzentrierte sich nun mehr auf das Filmgeschäft und übernahm außerdem die Hauptrolle in einer Fernsehserie. 1982 wurde er in die Country Music Hall of Fame aufgenommen. Im Dezember desselben Jahres starb er in Nashville an einem weiteren Herzinfarkt.
In einer dreißig Jahre andauernden Karriere, die neben Nordamerika auch Europa umfasste, erzielte Robbins 94 Hitparadenerfolge, darunter 17 Nummer-eins-Hits in den Country-Charts.

## Privates
Robbins heiratete 1948 Marizona „Mari“ Baldwin (1930–2001). Aus der Ehe gingen die beiden Kinder Ronny (* 1949) und Janet (* 1959) hervor, die beide ebenfalls als Sänger aktiv sind.

## Diskografie

### Studioalben
| Jahr | Titel                                                      | Höchstplatzierung, Gesamtwochen, AuszeichnungChartplatzierungen (Jahr, Titel, Platzierungen, Wochen, Auszeichnungen, Anmerkungen) | Höchstplatzierung, Gesamtwochen, AuszeichnungChartplatzierungen (Jahr, Titel, Platzierungen, Wochen, Auszeichnungen, Anmerkungen) | Höchstplatzierung, Gesamtwochen, AuszeichnungChartplatzierungen (Jahr, Titel, Platzierungen, Wochen, Auszeichnungen, Anmerkungen) | Anmerkungen                              |
| Jahr | Titel                                                      | UK | US | Country | Anmerkungen                              |
| ---- | ---------------------------------------------------------- | --- | --- | --- | ---------------------------------------- |
| 1959 | Gunfighter Ballads and Trail Songs                         | UK20 (1 Wo.)UK | US6 Platin · (57 Wo.)US | — | Erstveröffentlichung: September 1959     |
| 1960 | More Gunfighter Ballads and Trail Songs                    | — | US21 (12 Wo.)US | — | Erstveröffentlichung: September 1960     |
| 1962 | Devil Woman                                                | — | US35 (22 Wo.)US | — | Erstveröffentlichung: 17. September 1962 |
| 1964 | Return of the Gunfighter                                   | — | — | Country6 (12 Wo.)Country | Erstveröffentlichung: 16. September 1964 |
| 1964 | R.F.D.                                                     | — | — | Country4 (28 Wo.)Country | Erstveröffentlichung: 10. Oktober 1964   |
| 1965 | What God Has Done                                          | — | — | Country26 (2 Wo.)Country | Erstveröffentlichung: Dezember 1965      |
| 1966 | The Drifter                                                | — | — | Country6 (26 Wo.)Country | Erstveröffentlichung: Juli 1966          |
| 1967 | My Kind of Country                                         | — | — | Country9 (19 Wo.)Country | Erstveröffentlichung: 6. März 1967       |
| 1967 | Tonight Carmen                                             | — | — | Country4 (25 Wo.)Country | Erstveröffentlichung: September 1967     |
| 1968 | By The Time I Get to Phoenix                               | — | — | Country8 (19 Wo.)Country | Erstveröffentlichung: Mai 1968           |
| 1968 | I Walk Alone                                               | — | US160 (7 Wo.)US | Country2 (26 Wo.)Country | Erstveröffentlichung: Oktober 1968       |
| 1969 | It’s a Sin                                                 | — | US194 (4 Wo.)US | Country6 (29 Wo.)Country | Erstveröffentlichung: Juni 1969          |
| 1969 | Marty’s Country                                            | — | — | Country20 (12 Wo.)Country |                                          |
| 1970 | My Woman, My Woman, My Wife                                | — | US117 (16 Wo.)US | Country2 (35 Wo.)Country | Erstveröffentlichung: April 1970         |
| 1971 | Today                                                      | — | US175 (6 Wo.)US | Country15 (15 Wo.)Country | Erstveröffentlichung: August 1971        |
| 1971 | The World of Marty Robbins                                 | — | — | Country32 (13 Wo.)Country |                                          |
| 1972 | I’ve Got a Woman’s Love                                    | — | — | Country32 (8 Wo.)Country | Erstveröffentlichung: Oktober 1972       |
| 1972 | This Much a Man                                            | — | — | Country3 (15 Wo.)Country | Erstveröffentlichung: November 1972      |
| 1973 | Bound for Old Mexico (Great Hits from South of the Border) | — | — | Country32 (8 Wo.)Country |                                          |
| 1973 | Marty Robbins                                              | — | — | Country22 (9 Wo.)Country | Erstveröffentlichung: Juli 1973          |
| 1974 | Have I Told You Lately That I Love You?                    | — | — | Country45 (3 Wo.)Country |                                          |
| 1974 | Good’n Country                                             | — | — | Country7 (15 Wo.)Country | Erstveröffentlichung: 10. Juni 1974      |
| 1976 | El Paso City                                               | — | — | Country1 (28 Wo.)Country | Erstveröffentlichung: August 1976        |
| 1977 | Adios Amigo                                                | — | — | Country5 (18 Wo.)Country | Erstveröffentlichung: Februar 1977       |
| 1977 | Don’t Let Me Touch You                                     | — | — | Country24 (17 Wo.)Country |                                          |
| 1979 | The Performer                                              | — | — | Country47 (2 Wo.)Country |                                          |
| 1979 | All Around Cowboy                                          | — | — | Country45 (7 Wo.)Country | Erstveröffentlichung: Dezember 1977      |
| 1982 | Come Back to Me                                            | — | — | Country25 (38 Wo.)Country | Erstveröffentlichung: August 1982        |
| 1983 | Some Memories Just Won’t Die                               | — | — | Country25 (18 Wo.)Country | Erstveröffentlichung: April 1983         |

grau schraffiert: keine Chartdaten aus diesem Jahr verfügbar
Weitere Studioalben
- 1956: Rock’n Roll’n Robbins
- 1957: The Song of Robbins
- 1957: Songs of the Islands
- 1958: Marty Robbins
- 1961: Just a Little Sentimental
- 1962: Marty After Midnight
- 1962: Portrait of Marty
- 1963: Hawaii’s Calling Me
- 1964: Island Woman
- 1965: Turn the Lights Down Low
- 1966: Saddle Tramp
- 1968: The Bend in the River
- 1969: Singing the Blues
- 1970: Story of My Life
- 1970: El Paso
- 1971: From the Heart
- 1971: The World
- 1972: Own Favorites
- 1975: Two Gun Daddy
- 1980: With Love
- 1981: Everything I’ve Always Wanted

### Kompilationen
| Jahr | Titel                                  | Höchstplatzierung, Gesamtwochen, AuszeichnungChartplatzierungen (Jahr, Titel, Platzierungen, Wochen, Auszeichnungen, Anmerkungen) | Höchstplatzierung, Gesamtwochen, AuszeichnungChartplatzierungen (Jahr, Titel, Platzierungen, Wochen, Auszeichnungen, Anmerkungen) | Höchstplatzierung, Gesamtwochen, AuszeichnungChartplatzierungen (Jahr, Titel, Platzierungen, Wochen, Auszeichnungen, Anmerkungen) | Anmerkungen                         |
| Jahr | Titel                                  | UK | US | Country | Anmerkungen                         |
| ---- | -------------------------------------- | --- | --- | --- | ----------------------------------- |
| 1959 | Marty’s Greatest Hits                  | — | US— GoldUS | — | Erstveröffentlichung: Juni 1959     |
| 1971 | Marty Robbins’ Greatest Hits, Vol. III | — | US143 Gold · (10 Wo.)US | Country5 (22 Wo.)Country |                                     |
| 1972 | Marty Robbins’ All-Time Greatest Hits  | — | US— GoldUS | Country25 (6 Wo.)Country |                                     |
| 1975 | No Signs of Loneliness Here            | — | — | Country31 (7 Wo.)Country | Erstveröffentlichung: November 1975 |
| 1978 | Greatest Hits Vol. IV                  | — | — | Country44 (7 Wo.)Country |                                     |
| 1979 | Marty Robbins Collection               | UK5 Silber · (14 Wo.)UK | — | — |                                     |
| 1983 | Biggest Hits                           | — | US170 Gold · (9 Wo.)US | Country17 (23 Wo.)Country |                                     |
| 1983 | A Lifetime of Song 1951–1982           | — | — | Country36 (12 Wo.)Country |                                     |
| 1985 | Super Hits                             | — | US— GoldUS | — |                                     |

grau schraffiert: keine Chartdaten aus diesem Jahr verfügbar

### Singles
| Jahr | Titel Album                                     | Höchstplatzierung, Gesamtwochen/‑monate, AuszeichnungChartplatzierungen (Jahr, Titel, Album, Platzierungen, Wochen/Monate, Auszeichnungen, Anmerkungen) | Höchstplatzierung, Gesamtwochen/‑monate, AuszeichnungChartplatzierungen (Jahr, Titel, Album, Platzierungen, Wochen/Monate, Auszeichnungen, Anmerkungen) | Höchstplatzierung, Gesamtwochen/‑monate, AuszeichnungChartplatzierungen (Jahr, Titel, Album, Platzierungen, Wochen/Monate, Auszeichnungen, Anmerkungen) | Höchstplatzierung, Gesamtwochen/‑monate, AuszeichnungChartplatzierungen (Jahr, Titel, Album, Platzierungen, Wochen/Monate, Auszeichnungen, Anmerkungen) | Anmerkungen |
| Jahr | Titel Album                                     | DE | UK | US | Country | Anmerkungen |
| ---- | ----------------------------------------------- | --- | --- | --- | --- | --- |
| 1956 | Singing the Blues –                             | — | — | US26 (18 Wo.)US | — | Erstveröffentlichung: 6. August 1956 Autor: Melvin Endsley im selben Jahr ein internationaler Nummer-eins-Hit für Guy Mitchell              |
| 1957 | A White Sport Coat (And a Pink Carnation) –     | — | — | US2 (26 Wo.)US | — | Erstveröffentlichung: 4. März 1957 mit Ray Conniff (Orchester) Autor: Marty Robbins                                                         |
| 1957 | The Story of My Life –                          | — | — | US30 (24 Wo.)US | — | mit Ray Conniff Autoren: Burt Bacharach, Hal David (der erste von Bacharach geschriebene Charthit)                                          |
| 1958 | Just Married –                                  | — | — | US35 (16 Wo.)US | — | mit Ray Conniff Autoren: Barry De Vorzon, Al Allen                                                                                          |
| 1958 | Stairway of Love –                              | — | — | US68 (4 Wo.)US | — | Erstveröffentlichung: 10. März 1958 mit Ray Conniff Autor: Sid Tepper, Roy C. Bennett                                                       |
| 1958 | She Was Only Seventeen (He Was One Year More) – | — | — | US27 (13 Wo.)US | Country29 (1 Wo.)Country | Erstveröffentlichung: 7. Juli 1958 mit Ray Conniff Autor: Marty Robbins                                                                     |
| 1959 | The Hanging Tree –                              | — | — | US38 (13 Wo.)US | Country15 (9 Wo.)Country | Erstveröffentlichung: 12. Januar 1959 mit Ray Conniff Titellied des Films Der Galgenbaum Autoren: Max Steiner, Mack David, Jerry Livingston |
| 1959 | Cap and Gown –                                  | — | — | US45 (6 Wo.)US | — | Erstveröffentlichung: 20. Mai 1959 Autoren: Sid Tepper, Roy C. Bennett                                                                      |
| 1959 | El Paso –                                       | DE38 (1 Mt.)DE | UK19 (9 Wo.)UK | US1 (22 Wo.)US | Country1 (26 Wo.)Country | Erstveröffentlichung: 26. Oktober 1959 Autor: Marty Robbins Grammy Hall of Fame                                                             |
| 1959 | Big Iron –                                      | — | UK48 Silber · (1 Wo.)UK | US26 (10 Wo.)US | Country5 (14 Wo.)Country | Erstveröffentlichung: November 1959 Autor: Marty Robbins                                                                                    |
| 1960 | Is There Any Chance –                           | — | — | US31 (12 Wo.)US | — | Erstveröffentlichung: 16. Mai 1960 Autor: Marty Robbins                                                                                     |
| 1960 | Five Brothers –                                 | — | — | US74 (4 Wo.)US | Country26 (4 Wo.)Country | Erstveröffentlichung: 15. August 1960 Autor: Tompall Glaser                                                                                 |
| 1960 | Ballad of the Alamo –                           | — | — | US34 (13 Wo.)US | — | Erstveröffentlichung: 19. September 1960 Film: Alamo Autoren: Dimitri Tiomkin, Paul Francis Webster                                         |
| 1960 | Don’t Worry –                                   | — | — | US3 (15 Wo.)US | Country1 (19 Wo.)Country | Erstveröffentlichung: 23. Dezember 1960 mit Gitarrenbegleitung von Grady Martin Autor: Marty Robbins                                        |
| 1961 | Jimmy Martinez –                                | — | — | US51 (5 Wo.)US | Country24 (4 Wo.)Country | Erstveröffentlichung: 1. Mai 1961 Autor: Marty Robbins                                                                                      |
| 1961 | It’s Your World –                               | — | — | US51 (9 Wo.)US | Country3 (20 Wo.)Country | Erstveröffentlichung: 28. Juli 1961 Autor: Marty Robbins                                                                                    |
| 1961 | I Told the Brook –                              | — | — | US81 (4 Wo.)US | — | Erstveröffentlichung: 24. November 1961 Autor: Marty Robbins                                                                                |
| 1962 | Love Can’t Wait –                               | — | — | US69 (6 Wo.)US | Country12 (9 Wo.)Country | Erstveröffentlichung: 16. März 1962 Autor: Marty Robbins                                                                                    |
| 1962 | Devil Woman –                                   | — | UK5 (17 Wo.)UK | US16 (11 Wo.)US | Country1 (21 Wo.)Country | Erstveröffentlichung: 29. Juni 1962 Autor: Marty Robbins                                                                                    |
| 1962 | Ruby Ann –                                      | — | UK24 (6 Wo.)UK | US18 (10 Wo.)US | Country1 (14 Wo.)Country | Erstveröffentlichung: 26. Oktober 1962 Autor: Marty Robbins                                                                                 |
| 1963 | Cigarettes and Coffee Blues –                   | — | — | US93 (2 Wo.)US | Country14 (9 Wo.)Country | Autor: Marty Robbins; Erstaufnahme: Lefty Frizzell (1958)                                                                                   |
| 1963 | Begging to You –                                | — | — | US74 (5 Wo.)US | Country1 (23 Wo.)Country | Erstveröffentlichung: 8. Oktober 1963 Autor: Marty Robbins                                                                                  |
| 1968 | I Walk Alone –                                  | — | — | US65 (8 Wo.)US | Country1 (15 Wo.)Country | Original: Eddy Arnold (1945); Autor: Herbert Wilson                                                                                         |
| 1970 | My Woman, My Woman, My Wife –                   | — | — | US42 (8 Wo.)US | Country1 (17 Wo.)Country | Erstveröffentlichung: 23. Januar 1970 Autor: Marty Robbins Grammy (Countrysong)                                                             |

Weitere Lieder

| Jahr | Titel Album                                   | Höchstplatzierung, Gesamtwochen, AuszeichnungChartsChartplatzierungen (Jahr, Titel, Album, Platzierungen, Wochen, Auszeichnungen, Anmerkungen) | Anmerkungen |
| Jahr | Titel Album                                   | Country | Anmerkungen |
| ---- | --------------------------------------------- | --- | --- |
| 1952 | I’ll Go On Alone –                            | — | Erstveröffentlichung: 10. Oktober 1952 Autor: Marty Robbins |
| 1953 | I Couldn’t Keep from Crying –                 | — | Erstveröffentlichung: 20. Februar 1953 Autor: Marty Robbins |
| 1954 | Pretty Words –                                | — | Erstveröffentlichung: 3. Mai 1954 Autor: Marty Robbins |
| 1954 | Call Me Up (And I’ll Come Calling on You) –   | — | Erstveröffentlichung: 2. August 1954 Autor: Marty Robbins |
| 1954 | Time Goes By –                                | — | Erstveröffentlichung: 20. Oktober 1954 Autor: Marty Robbins |
| 1954 | That’s All Right –                            | — | Erstveröffentlichung: 27. Dezember 1954 Original/Autor: Arthur Crudup |
| 1955 | Maybellene –                                  | — | Erstveröffentlichung: 18. August 1955 Original/Autor: Chuck Berry |
| 1956 | I Can’t Quit (I’ve Gone Too Far) –            | — | Erstveröffentlichung: 18. August 1956 Autor: Marty Robbins |
| 1956 | Knee Deep in the Blues –                      | — | Erstveröffentlichung: 17. Dezember 1956 Autor: Melvin Endsley |
| 1957 | The Same Two Lips –                           | — | Erstveröffentlichung: 5. Januar 1957 Autor: Marty Robbins |
| 1957 | Please Don’t Blame Me –                       | — | Erstveröffentlichung: 15. Juli 1957 Autor: Marty Robbins |
| 1957 | Teen-Age Dream –                              | — | Autor: Marty Robbins |
| 1958 | Ain’t I the Lucky One –                       | Country23 (5 Wo.)Country | Autor: Melvin Endsley |
| 1962 | Sometimes I’m Tempted –                       | Country12 (13 Wo.)Country | Autor: Marty Robbins |
| 1963 | Not So Long Ago –                             | Country13 (11 Wo.)Country | Erstveröffentlichung: 23. Juli 1963 Autor: Marty Robbins |
| 1964 | Girl from Spanish Town –                      | Country15 (11 Wo.)Country | Erstveröffentlichung: 21. Januar 1964 Autor: Marty Robbins |
| 1964 | The Cowboy in the Continental Suit –          | Country3 (21 Wo.)Country | Erstveröffentlichung: 19. Mai 1964 Autor: Marty Robbins |
| 1964 | One of These Days –                           | Country8 (17 Wo.)Country | Autor: Marty Robbins |
| 1965 | Old Red –                                     | Country50 (1 Wo.)Country | Autor: Marty Robbins |
| 1965 | Ribbon of Darkness –                          | Country1 (21 Wo.)Country | Erstveröffentlichung: 22. März 1965 Autor: Gordon Lightfoot |
| 1965 | While You’re Dancing –                        | Country21 (10 Wo.)Country | Erstveröffentlichung: 18. Oktober 1965 Autor: Bobby Braddock |
| 1966 | Count Me Out –                                | Country14 (11 Wo.)Country | Erstveröffentlichung: 17. Januar 1966 Autor: Jack Pruett |
| 1966 | Private Wilson White –                        | Country21 (7 Wo.)Country | Erstveröffentlichung: 18. April 1966 Autor: Marty Robbins |
| 1966 | The Shoe Goes on the Other Foot Tonight –     | Country3 (18 Wo.)Country | Erstveröffentlichung: 6. Juni 1966 Autor: Buddy Mize |
| 1966 | No Tears, Milady –                            | Country16 (12 Wo.)Country | Erstveröffentlichung: 10. Oktober 1966 Autor: Marty Robbins |
| 1966 | Mr. Shorty –                                  | Country16 (14 Wo.)Country | Erstveröffentlichung: 17. Oktober 1966 Autor: Marty Robbins |
| 1967 | Fly, Butterfly, Fly –                         | Country34 (11 Wo.)Country | Autor: Marty Robbins |
| 1967 | Gardenias in Her Hair –                       | Country9 (14 Wo.)Country | Autoren: Joy Byers, Bob Tubert |
| 1967 | Tonight Carmen –                              | Country1 (16 Wo.)Country | Erstveröffentlichung: 1. Mai 1967 Autor: Marty Robbins |
| 1968 | Love Is in the Air –                          | Country10 (15 Wo.)Country | Erstveröffentlichung: 2. April 1968 Autor: Marty Robbins |
| 1968 | I Walk Alone –                                | Country1 (15 Wo.)Country | Erstveröffentlichung: 27. August 1968 Autor: Herbert Wilson |
| 1969 | Camelia –                                     | Country10 (13 Wo.)Country | Autor: Marty Robbins |
| 1969 | I Can’t Say Goodbye –                         | Country8 (14 Wo.)Country | Erstveröffentlichung: 2. Juni 1969 Autoren: Joe Byers, Rink Hardin |
| 1969 | Its a Sin –                                   | Country5 (14 Wo.)Country | 1947 ein Nummer-1-Countryhit für Eddy Arnold Autoren: Zeb Turner, Fred Rose |
| 1970 | Jolie Girl –                                  | Country7 (14 Wo.)Country | Erstveröffentlichung: 11. August 1970 Autor: Ben Fowler |
| 1970 | Padre –                                       | Country5 (12 Wo.)Country | Erstveröffentlichung: 13. November 1970 Original: Padre Don José von Gloria Lasso (1956, französisch), englische Version war 1958 ein Pophit für Toni Arden, Musik: Alain Romans, englischer Text: Paul Francis Webster |
| 1971 | Early Morning Sunshine –                      | Country9 (14 Wo.)Country | Autor: Jack Marshall |
| 1971 | Seventeen Years –                             | Country7 (8 Wo.)Country | Autor: Marty Robbins |
| 1971 | The Chair –                                   | Country31 (5 Wo.)Country | Erstveröffentlichung: 22. April 1971 Autor: Marty Robbins |
| 1971 | The Best Part of Living –                     | Country6 (16 Wo.)Country | Erstveröffentlichung: 24. November 1971 Autor: Bill Johnson |
| 1972 | This Much a Man –                             | Country11 (15 Wo.)Country | Erstveröffentlichung: 21. August 1972 Autor: Marty Robbins |
| 1972 | I’ve Got a Woman’s Love –                     | Country32 (9 Wo.)Country | Erstveröffentlichung: 7. August 1972 Autor: Marty Robbins |
| 1973 | Laura (What’s He Got That I Ain’t Got) –      | Country60 (7 Wo.)Country | Erstveröffentlichung: 10. Januar 1973 Autoren: Leon Ashley, Margie Singleton |
| 1973 | Crawling On My Knees –                        | Country9 (11 Wo.)Country | Autor: Marty Robbins |
| 1973 | Walking Piece of Heaven –                     | Country6 (15 Wo.)Country | Erstveröffentlichung: 1. Februar 1973 Autor: Marty Robbins |
| 1973 | A Man and a Train –                           | Country40 (8 Wo.)Country | Erstveröffentlichung: 28. Mai 1973 Film: Ein Zug für zwei Halunken Autoren: Frank De Vol, Hal David |
| 1973 | Love Me –                                     | Country34 (23 Wo.)Country | Erstveröffentlichung: 17. September 1973 Original/Autorin: Jeanne Pruett |
| 1973 | Twentieth Century Drifter –                   | Country10 (14 Wo.)Country | Erstveröffentlichung: 31. Dezember 1973 Autor: Marty Robbins |
| 1974 | Don’t You Think –                             | Country12 (15 Wo.)Country | Erstveröffentlichung: 29. April 1974 Autor: Marty Robbins |
| 1974 | Two Gun Daddy –                               | Country39 (11 Wo.)Country | Erstveröffentlichung: 3. September 1974 Autor: Marty Robbins |
| 1974 | Life –                                        | Country23 (12 Wo.)Country | Erstveröffentlichung: 30. Dezember 1974 Autor: Marty Robbins |
| 1975 | It Takes Faith –                              | Country76 (4 Wo.)Country | Autor: Marty Robbins |
| 1975 | Shotgun Rider –                               | Country55 (9 Wo.)Country | Erstveröffentlichung: 16. Juni 1975 Original: The Winters Brothers Band Autoren: Dennis Winters, Donnie Winters |
| 1976 | El Paso City –                                | Country1 (16 Wo.)Country | Erstveröffentlichung: 19. März 1976 Autor: Marty Robbins |
| 1976 | Among My Souvenirs –                          | Country1 (14 Wo.)Country | Erstveröffentlichung: 5. August 1976 Autoren: Lawrence Wright, Edgar Leslie (1927) |
| 1977 | Adios Amigo –                                 | Country4 (13 Wo.)Country | Erstveröffentlichung: 13. Januar 1977 Original: Bobby Vinton (1975), Autoren: Bobby Vinton, Ray Girado |
| 1977 | I Don’t Know Why (I Just Do) –                | Country10 (13 Wo.)Country | Erstveröffentlichung: 26. April 1977 Autoren: Fred Ahlert, Roy Turk |
| 1977 | Don’t Let Me Touch You –                      | Country6 (15 Wo.)Country | Erstveröffentlichung: 23. September 1977 Autoren: Marty Robbins, Billy Sherrill |
| 1978 | Return to Me –                                | Country6 (13 Wo.)Country | Erstveröffentlichung: 5. Januar 1978 Original: Dean Martin (1958) Autoren: Carmen Lombardo, Danny Di Minno |
| 1978 | Please Don’t Play a Love Song –               | Country17 (12 Wo.)Country | Erstveröffentlichung: 10. Oktober 1978 Autoren: Billy Sherrill, Skeeter Davis |
| 1979 | Touch Me with Magic –                         | Country15 (13 Wo.)Country | Erstveröffentlichung: 23. Januar 1979 Autoren: Michael Utley, Steve Bogard |
| 1979 | All Around Cowboy –                           | Country16 (12 Wo.)Country | Erstveröffentlichung: 24. Mai 1979 Autor: Marty Robbins |
| 1979 | Buenos Dias Argentina –                       | Country25 (10 Wo.)Country | Erstveröffentlichung: 18. September 1979 deutsches Original war 1978 ein Nummer-3-Hit für die deutsche Fußballnationalmannschaft Musik: Udo Jürgens, englischer Text: Ben Raleigh                                       |
| 1980 | She’s Made of Faith –                         | Country37 (9 Wo.)Country | Erstveröffentlichung: 13. März 1980 Autor: Marty Robbins |
| 1980 | One Man’s Trash (Is Another Man’s Treasure) – | Country72 (5 Wo.)Country | Erstveröffentlichung: 5. Juni 1980 Autoren: Don Winters, Don Winters Jr. |
| 1980 | An Occasional Rose –                          | Country28 (12 Wo.)Country | Erstveröffentlichung: 2. Oktober 1980 Autor: Dave Burgess |
| 1981 | Completely Out of Love –                      | Country47 (7 Wo.)Country | Erstveröffentlichung: 8. Januar 1981 Autor: Marty Robbins |
| 1981 | Jumper Cable Man –                            | Country83 (4 Wo.)Country | Erstveröffentlichung: 19. Juli 1981 Autor: Marty Robbins |
| 1981 | Teardrops in My Heart –                       | Country45 (9 Wo.)Country | Erstveröffentlichung: November 1981 Original: The Sons of the Pioneers (1947) Autor: Vaughn Horton |
| 1982 | Some Memories Just Won’t Die –                | Country10 (18 Wo.)Country | Erstveröffentlichung: 6. April 1982 Autor: Bobby Lee Springfield |
| 1982 | Tie Your Dream to Mine –                      | Country24 (16 Wo.)Country | Erstveröffentlichung: 13. August 1982 Autoren: Tim Dubois, Van Stephenson, Sam Lorber, Jeff Silbar |
| 1982 | Honkytonk Man –                               | Country10 (17 Wo.)Country | Erstveröffentlichung: November 1982 Film: Honkytonk Man Autor: Dewayne Blackwell |
| 1983 | Change of Heart –                             | Country48 (9 Wo.)Country | Erstveröffentlichung: 22. Februar 1983 Autor: Randy Sharp |
| 1983 | What If I Said I Love You –                   | Country57 (9 Wo.)Country | Erstveröffentlichung: 29. April 1983 Autoren: Charlie Black, Tommy Rocco |

## Filmografie

### Filme
- 1957: Sheriff Brown räumt auf (The Badge of Marshal Brennan)
- 1957: Die Plünderer von Texas (Raiders of Old California)
- 1960: Country Music Jubilee
- 1961: Buffalo Gun
- 1964: The Ballad of a Gunfighter
- 1969: From Nashville with Music
- 1973: Guns of a Stranger
- 1982: Honkytonk Man

### Serien/TV-Shows
- 1965–1966: The Drifter
- 1977: Spotlight